# New York Rangers
I New York Rangers sono una squadra di hockey su ghiaccio, con sede a New York e competono nella National Hockey League in quanto membri della Metropolitan Division della Eastern Conference. La squadra disputa le sue partite casalinghe al Madison Square Garden, arena condivisa con i New York Knicks della National Basketball Association e sono una delle tre franchige NHL localizzate nell'area metropolitana di New York oltre ai New Jersey Devils e ai New York Islanders.
Fondati nel 1926 da Tex Rickard, i Rangers sono una delle Original Six, le squadre che già competevano in NHL prima dell'espansione del 1967, insieme con Boston Bruins, i Chicago Blackhawks, i Detroit Red Wings, i Montreal Canadiens, e i Toronto Maple Leafs. La squadra ha raggiunto subito i primi successi sotto la guida di Lester Patrick, che ha guidato giocatori come Frank Boucher, Murray Murdoch e Bun Cook alla conquista della Stanley Cup del 1928, nella seconda stagione, per poi ripetersi nel 1933 e nel 1940.
In seguito all'iniziale periodo di grazia i Rangers hanno faticato tra gli anni '40 e '60, in cui le apparizioni e i successi ai playoffs erano rari. La squadra ha avuto un breve momento di rinascita negli anni '70, in cui ha raggiunto per due volte la finale per la Stanley Cup, ma perdendo sia contro i Bruins nel 1972 e i Canadiens nel 1979. Per quasi tutti gli anni '80 e nei primi '90 è stato intrapreso un percorso di rebuilding, che ha portato i suoi frutti nel 1994, quando, guidati da giocatori come Mark Messier, Brian Leetch, Adam Graves e Mike Richter, hanno conquistato la Stanley Cup 1994 battendo in finale i Vancouver Canucks.
Negli anni successivi non furono in grado di ripetere la vittoria ottenuta, ed andarono incontro ad un periodo di scarsi risultati, durante il quale rimasero senza partecipazioni ai playoff consecutivamente tra il 1998 e il 2005, un record per la franchigia. Dopo il lockout del 2005 e con l'arrivo del portiere svedese Henrik Lundqvist i Rangers prosperarono, raggiungendo i playoff in tutte le stagioni, eccetto una, tra il 2006 e il 2017. Nel 2014 raggiunsero di nuovo la finale della Stanley Cup, ma dovettero arrendersi ai Los Angeles Kings in cinque incontri.
Tra le file dei New York Rangers hanno militato diversi giocatori importanti, introdotti nella Hockey Hall of Fame, quattro dei quali (Buddy O'Connor, Chuck Rayner, Andy Bathgate e Mark Messier) hanno vinto l'Hart Memorial Trophy, giocando per la squadra.

## Storia

### I primi anni (1926-1967)

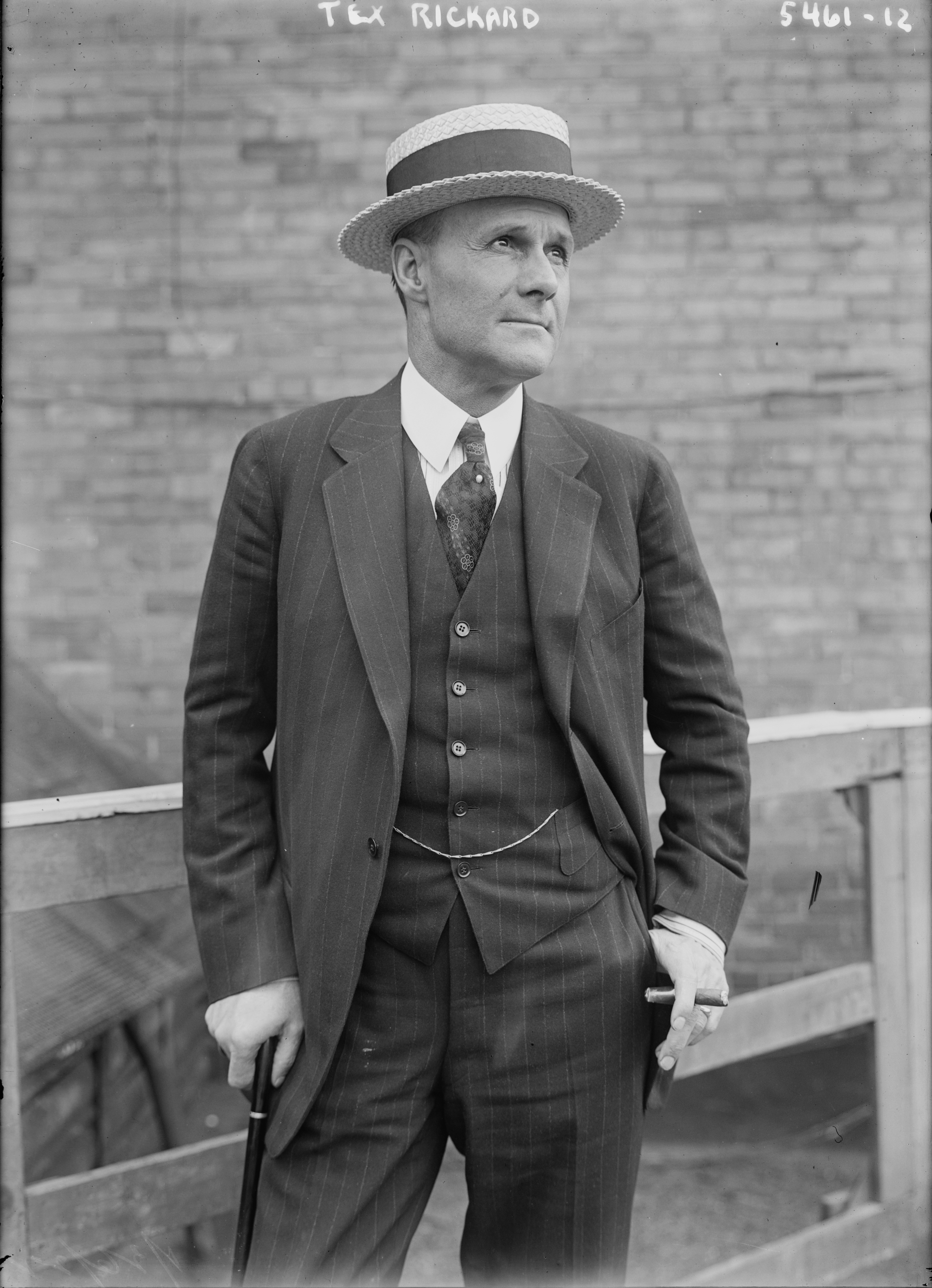
Tex Rickard, presidente del Madison Square Garden, fondatore dei Rangers in 1926

Per la stagione 1926-1927, a George Lewis "Tex" Rickard, presidente del Madison Square Garden, venne assegnata una franchigia che potesse competere con i New York Americans, che avevano iniziato a giocare nell'arena l'anno precedente. Il grande successo degli Americans nella loro stagione di debutto, aveva superato le aspettative e questo spinse Rickard ad impegnarsi nella creazione di una seconda franchigia, nonostante la promessa, fatta agli Amerks, che sarebbero stati l'unica franchigia a giocare al Garden.
Il primo stemma della squadra era un cavallo blu cavalcato da un cowboy che brandiva una mazza da hockey, in seguito fu cambiato nel classico "RANGERS" scritto in diagonale. Il futuro proprietario dei Toronto Maple Leafs, Conn Smythe, fu assunto per mettere insieme la squadra, ma ebbe un litigio con l'esperto di hockey di fiducia di Rickard, il colonnello John S. Hammond, e fu dunque licenziato come manager-allenatore alla vigilia della prima stagione: gli fu pagata la considerevole cifra di 2 500 dollari per andarsene. Smythe fu sostituito dal co-fondatore della Pacific Coast Hockey Association, Lester Patrick. Nella stagione d'esordio i Rangers vinsero la American Division, ma vennero sconfitti ai playoff dai Boston Bruins.
L'immediato successo della squadra ha contribuito a rendere i giocatori, celebrità e personaggi fissi nelle serate della New York degli Anni ruggenti. In questo periodo, giocando al Garden, sulla 49th Street, a pochi isolati da Times Square, i Rangers si guadagnarono il soprannome di "Broadway Blueshirts". Il 13 dicembre 1929 i Rangers divennero la prima squadra NHL a viaggiare in aereo, quando volarono a Toronto, con la Curtiss-Wright, per la partita contro i Maple Leafs, persa 7-6.
Durante la seconda stagione, conquistarono la Stanley Cup, battendo in finale i Montreal Maroons per 3-2. Nel corso delle finali, l'allenatore Patrick si ritrovò a dover giocare come portiere all'età di 44 anni, dato che a quel tempo alle squadre non era richiesto di prevedere un portiere di riserva. Quando il portiere titolare dei Rangers, Lorne Chabot, fu costretto ad uscire, a causa di un infortunio all'occhio, l'allenatore dei Maroons, Eddie Gerard si oppose alla richiesta di Patrick di schierare il portiere degli Ottawa Senators, Alec Connell, che si trovava tra il pubblico. Patricks scese in campo per due periodi nella gara 2 della finale, concedendo solo un goal al centro dei Maroons Nels Stewart. Frank Boucher segno il goal della vittoria all'overtime per New York.

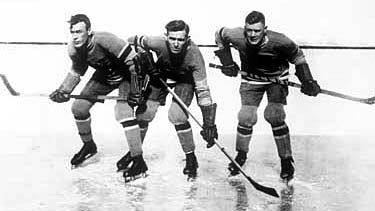
La Bread Line dei Rangers, composta da Bill Cook, Bun Cook e Frank Boucher, che giocarono insieme dal 1926 al 1937

Dopo la sconfitta per 2-0 nella Stanley Cup 1929, contro i Bruins, e qualche annata difficile all'inizio degli anni '30 i Rangers, guidati dai fratelli Bill e Bun Cook, ala destra e sinistra e da Frank Boucher, centro, vinsero la Stanley Cup del 1933, battendo in finale i Toronto Maple Leafs per 3-1. Per il resto degli anni '30 i Rangers viaggiarono ad una media di vittorie attorno allo 0,500 e il coach Lester Patrick venne rimpiazzato da Frank Boucher
Nella stagione 1939-1940 i Rangers conclusero la regular season al secondo posto, dietro i Boston Bruins che affrontarono nel primo turno dei playoff. I Bruins iniziarono la serie portandosi sul 2-1, ma New York rimontò vincendo tre partite di fila, vincendo la serie 4-2 e guadagnandosi l'accesso alle finals. Dall'altra parte del tabellone i Detroit Red Wings batterono i New York Americans 2-1, mentre i Toronto Maple Leafs batterono i Chicago Black Hawks 2-0. Nel turno successivi furono i Maple Leafs a prevalere per 2-0, raggiungendo i Rangers in finale. In gara-1, al Madison Square Garden i Rangers vinsero all'overtime per 2-1 e si portarono sul 2-0 nella partita successiva, vincendo 6-2. Quando la serie si spostò a Toronto i Maple Leafs vinsero le due partite successive, pareggiando la serie sul 2-2. Le successive due partite, giocate a New York, furono vinte entrambe all'overtime dai Rangers, che chiusero la serie 4-2, laureandosi campioni.
Il rendimento della squadrà collassò negli anni '40, tanto che nella stagione 1943-44, il portiere Ken McAuley registrò ben 39 sconfitte, e concesse 310 goal in 50 partite giocate. Con la media di 6,24 goal incassati per incontro, la stagione fu la peggiore in NHL, quantomeno tra i portieri che disputarono almeno 25 partite a stagione. La squadra mancò i playoff per cinque stagioni di fila, prima di ottenere il quarto posto nella stagione 1947-48. Furono eliminati al primo round dai Detroit Red Wings, e fallirono la qualificazione l'anno successivo. Nel 1950 raggiunsero la finale della Stanley Cup, ma furono costretti a giocare tutte le partite casalinghe a Toronto, dato che il Madison Square Garden era occupato da un circo. Persero la serie finale per 4-3, contro Detroit.
Durante questo periodo, il proprietario dei Red Wings, James E. Norris, divenne azionista del Garden, senza tuttavia acquisire il controllo dell'arena, dato che avrebbe violato le regole NHL che impedivano di possedere più di una squadra. Nonostante ciò ottenne abbastanza supporto dalla dirigenza da esercitare un controllo de facto. Negli anni successivi i Rangers non ottennero buoni risultati, per quasi tutta l'era delle Original Six, fallendo la qualificazione ai playoff in 12 dei 16 anni successivi. Nel 1968 la squadra si trasferì nel nuovo Madison Square Garden, mentre l'anno precedente si erano qualificati ai playoff, per la prima volta in cinque anni, grazie al portiere rookie Ed Giacomin, ed al 37enne ex Montreal Canadiens Bernie Geoffrion, che tornò a giocare nel 1966 nonostante si fosse ritirato due anni prima.

### 1967-1993
La squadra fu così rinnovata a partire dal 1967, a seguito dell'allargamento della lega, e giunse due volte in finale nel corso degli anni '70, perdendo in entrambi i casi: la prima volta con i Boston Bruins (vincitore della serie per 4-2) nel 1972, la seconda nel 1979 con i Montreal Canadiens (vincenti per 4-1). Nella stagione 1973-1974, i Rangers divennero la prima squadra dell'Original Six a venire eliminata ai playoff da una squadra aggiunta dopo l'allargamento del 1967; a fare questo furono i Philadelphia Flyers, al termine di una serie tiratissima, terminata sul 4-3 per questi ultimi. Tuttavia, la squadra non raggiunse molti altri risultati di spessore, al di là dei titoli di divisione vinti nelle stagioni 1989-1990 e 1991-1992.

### 1993-presente

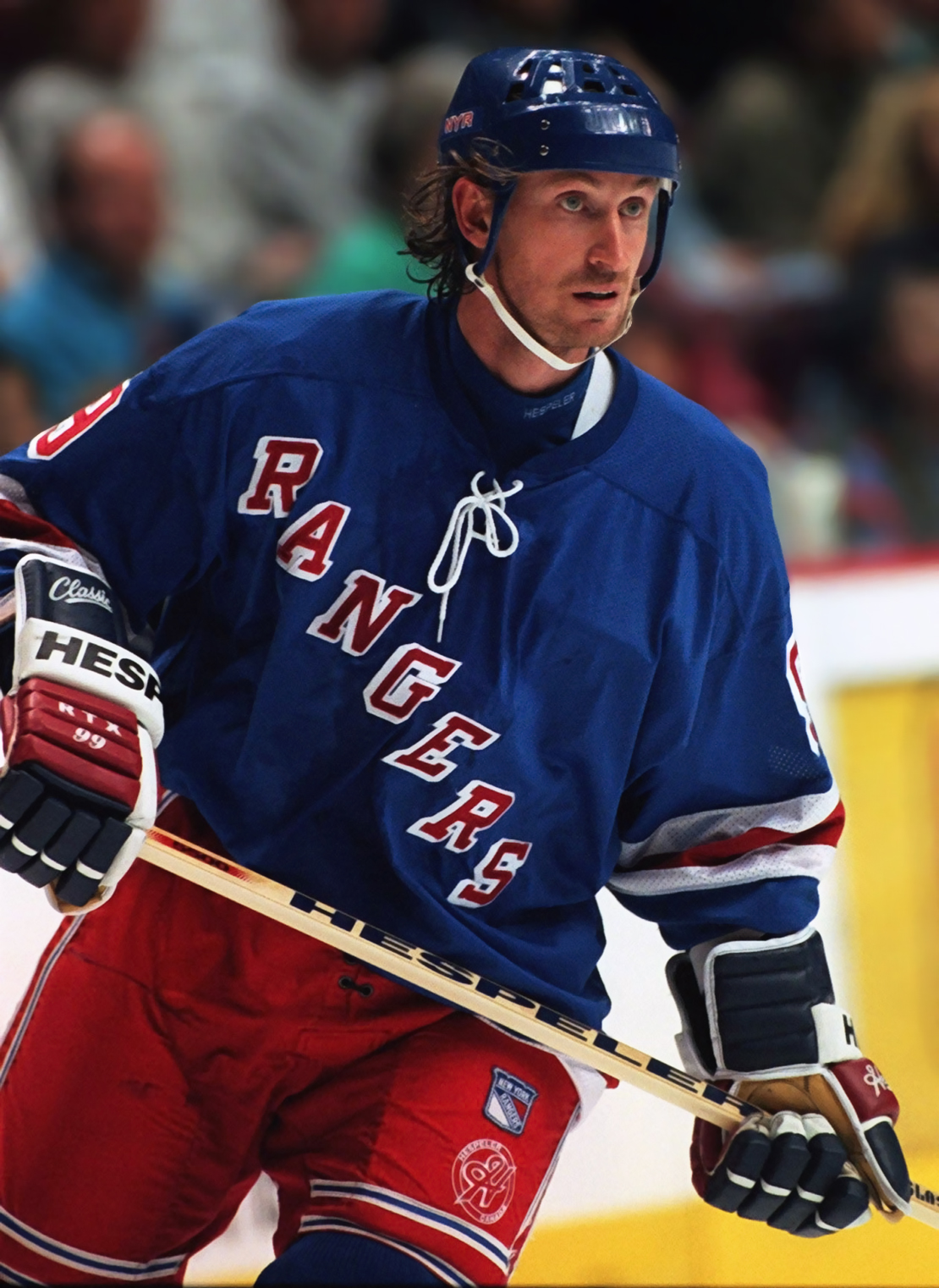
Wayne Gretzky ha indossato la maglia dei Rangers tra il 1996 ed il 1999

Dopo 54 anni, finalmente i Rangers riportarono la Stanley Cup a New York: dopo aver vinto il titolo di divisione ed il Presidents' Trophy (grazie alla cifra record di 112 punti di stagione), i newyorchesi prima vinsero il titolo di conference per la prima volta nella loro storia, superando, nei playoff, i rivali cittadini dei New York Islanders nei quarti (4-0 in serie), poi i Washington Capitals in semifinale (4-1) e, in finale, i Vancouver Canucks al termine di una lunga serie vinta per 4-3. Tuttavia, i Rangers non riuscirono a ripetere questo risultato negli anni successivi, nonostante la militanza, in questo periodo, di grandi giocatori tra le file newyorchesi, come Wayne Gretzky e Brian Leetch. Nel corso degli ultimi anni, dopo una lunga assenza, i Rangers hanno sempre raggiunto i playoff, tranne in un'occasione, nella stagione 2009-2010. Nella stagione 2011-2012 hanno terminato la stagione regolare al primo posto nella Eastern Conference, vincendo pertanto il titolo di Division; tuttavia, nei playoff, si sono fermati in finale di Conference, dove sono stati battuti dai New Jersey Devils.

## Rosa

### Numeri ritirati

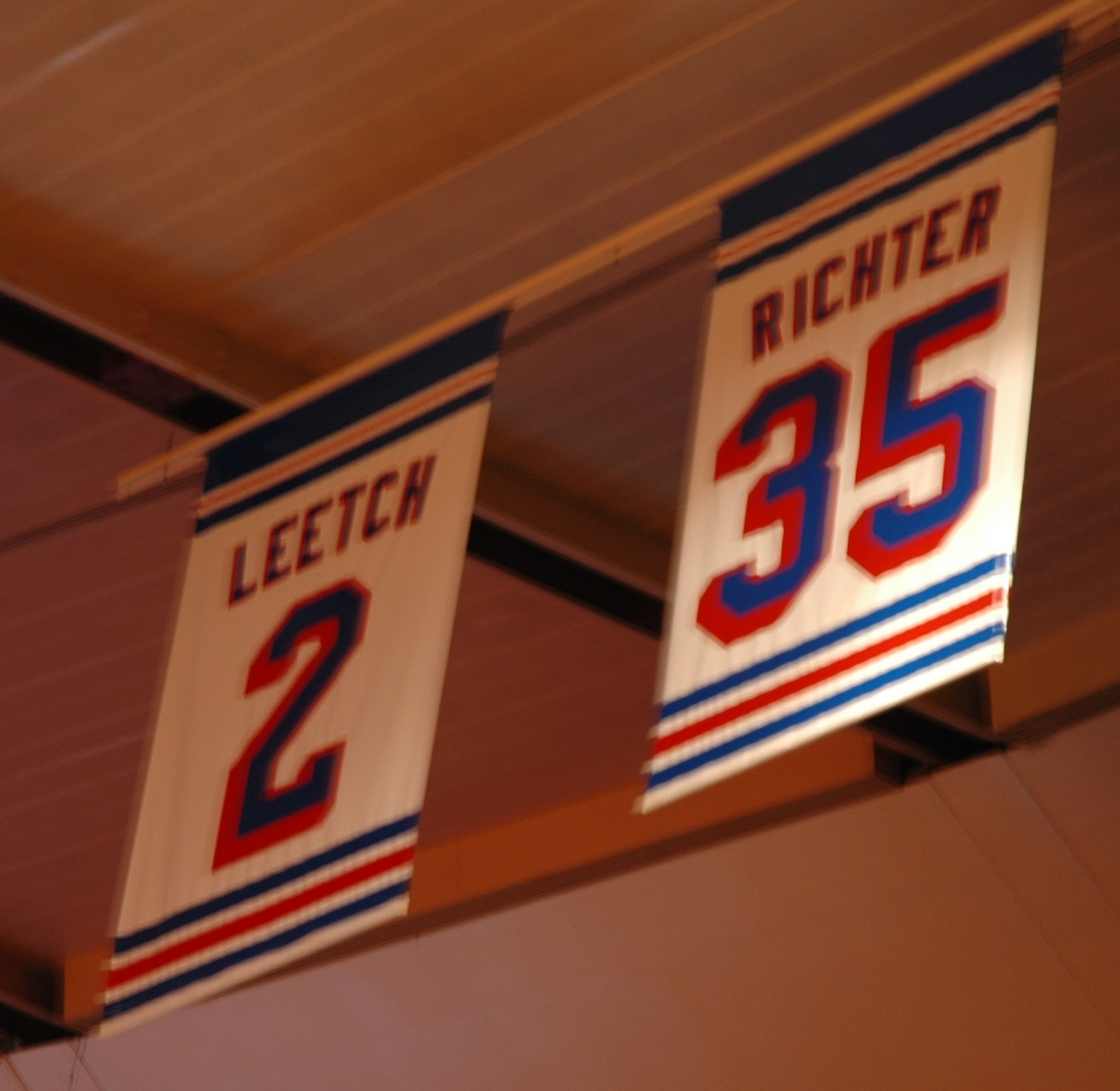
Numeri ritirati appesi al soffitto del Madison Square Garden

I Rangers hanno ritirato nove numeri per undici giocatori, e la NHL ha ritirato il 99 di Wayne Gretzky per tutte le squade della lega in occasione dell'All-Star Game del 2000.
| No. | Player           | Position | Career              | Date No. retired |
| --- | ---------------- | -------- | ------------------- | ---------------- |
| 1   | Eddie Giacomin   | G        | 1965–1976           | 15 marzo 1989    |
| 2   | Brian Leetch     | D        | 1987–2004           | 24 gennaio 2008  |
| 3   | Harry Howell     | D        | 1952–1969           | 22 febbraio 2009 |
| 7   | Rod Gilbert      | RW       | 1960–1978           | 14 ottobre 1979  |
| 9   | Andy Bathgate    | RW       | 1952–1964           | 22 febbraio 2009 |
| 9   | Adam Graves      | LW       | 1991–2001           | 3 febbraio 2009  |
| 11  | Vic Hadfield     | LW       | 1959–1974           | 2 dicembre 2018  |
| 11  | Mark Messier     | C        | 1991–1997 2000–2004 | 12 gennaio 2006  |
| 19  | Jean Ratelle     | C        | 1960–1976           | 25 febbraio 2018 |
| 30  | Henrik Lundqvist | G        | 2005–2020           | 28 gennaio 2022  |
| 35  | Mike Richter     | G        | 1990–2003           | 4 febbraio 2004  |

## Palmarès

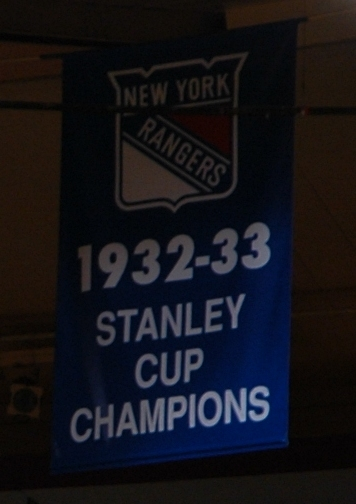
Lo stendardo sul soffitto del Madison Square Garden che ricorda la Stanley Cup vinta nel 1933

### National Hockey League
- Stanley Cup: 4

1927-28 · 1932-33 · 1939-40 · 1993-94
- Presidents' Trophy (Regular Season): 4

1991-92, 1993-94, 2014-15, 2023-24
- Prince of Wales Trophy (Conference): 2

1993-94, 2013-14
- Titoli di Division: 8

1926-27, 1931-32, 1989-90, 1991-92, 1993-94, 2011-12, 2014-15, 2023-24

### Competizioni internazionali
- Victoria Cup: 1

2008